# 石汤温泉站
石湯溫泉站（：／ Sŏkt'ang-onch'ŏn yŏk */?）是朝鮮民主主義人民共和國平安南道陽德郡溫泉里的一個鐵路車站，属于平罗线。

## 邻近车站
平罗线
內洞站 - 石湯溫泉站 - 巨次站